# Zaplana (Logatec)
Zaplana is een plaats in Slovenië en maakt deel uit van de gemeente Logatec in de NUTS-3-regio Osrednjeslovenska. De plaats telde 72 inwoners op 1 januari 2020.